# Never Again (film, 1910, Solter)
Pour les articles homonymes, voir Never Again.
Never Again est un film muet américain réalisé par Harry Solter et sorti en 1910.

## Synopsis
Mrs Henpecker, qui conduit une croisade contre l'alcoolisme, s'évanouit le jour où elle aperçoit son mari se délecter d'un verre de whisky. Pour la ranimer, chacun lui administre une dose de la liqueur prohibée. À son réveil, elle est complètement ivre…

## Fiche technique
- Réalisation : Harry Solter
- Production : Carl Laemmle
- Dates de sortie : 
  -  États-Unis : 24 janvier 1910

## Distribution
- Florence Lawrence : Mrs Henpecker
- King Baggot